# Марјета на Дравскем пољу
Марјета на Дравскем пољу (словен. Marjeta na Dravskem polju) је насељено место у општини Старше, Подравска регија, Словенија.

## Историја
До територијалне реорганизације у Словенији била је у саставу старе општине Марибор.

## Становништво
У попису становништва из 2011. године, Марјета на Дравскем пољу је имала 486 становника.
| Број становника према пописима | Број становника према пописима | Број становника према пописима |
| ------------------------------ | ------------------------------ | ------------------------------ |
| 1991                           | 2002                           | 2011                           |
| 501                            | 476                            | 486                            |

Напомена: До 1955. исказивано под именом Света Марјета на Дравскем пољу.